# Benson Ridge
Benson Ridge är en bergstopp i Antarktis. Den ligger i Östantarktis. Nya Zeeland gör anspråk på området. Toppen på Benson Ridge är 814 meter över havet, eller 65 meter över den omgivande terrängen. Bredden vid basen är 0,83 km.
Terrängen runt Benson Ridge är varierad. Trakten är obefolkad. Det finns inga samhällen i närheten.